# 모리스 위트릴로

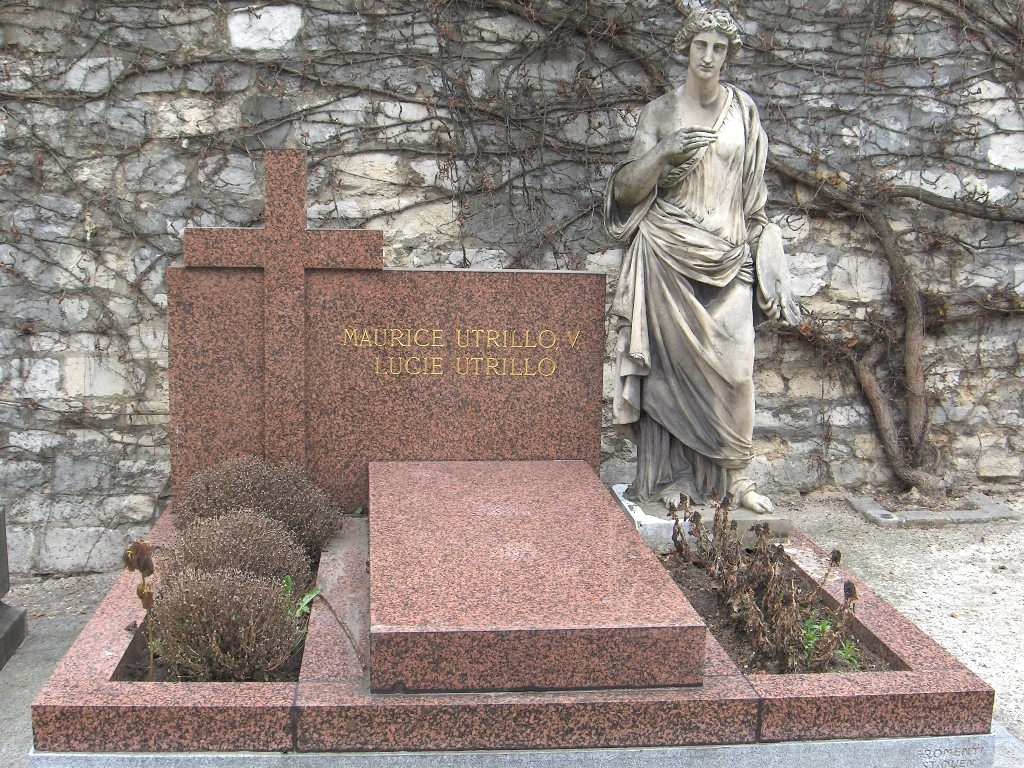
모리스 위틀리로의 묘지

모리스 위트릴로(프랑스어: Maurice Utrillo, 1883년 12월 26일 ~ 1955년 11월 5일)는 프랑스의 화가이다.
모친은 이전에 르누아르, 드가의 모델이었다가 프랑스 표현주의의 여류 화가가 된 수잔 발라동이며 부친은 분명치 않다. 청년 시절의 위트릴로는 알코올중독에 걸려 자주 병원 신세를 졌다. 퇴원 후 기분 전환으로 화필을 잡은 것이 화가로서의 출발이며, 물론 이것을 권유한 사람은 모친이고 이는 1902년의 일이었다.
위트릴로는 처음 인상파풍(印象派風)의 풍경을 그리다가 얼마 뒤 '백(白)의 시대'에서 일가(一家)를 이루고 이어서 제3기인 '다색(多色)의 시대'를 맞는다. 주제는 모두 풍경인데 초기의 <몽마르트르 풍경>에서부터 파리의 길거리로 시점(視點)이 옮겨지고 그 중에도 몽마르트르는 그가 애호하던 장소로서 언제부턴지 유모러스한 점경(點景) 인물은 거의가 뒷모습인데 어딘가 야릇함과 슬픔을, 즉 인생을 짊어지고 있다.
모리스 위트릴로는 폐질환으로 인해 1955년 11월 5일 프랑스 닥스의 호텔 스플렌디드에서 사망했다.

## 백의 시대
위트릴로가 독창적인 스타일을 확립한 시기를 가리키며 1908년에서 1914년까지의 기간이다. 이 시기의 대표적인 작품에는 <베를리오즈의 집>, <마을의 교회> 등이 있으며 이 화면에서 복잡한 뉘앙스를 가진 백(白)이 기조색(基調色)이고, 모친 바라동을 계승한 표현주의적 경향이 강하게 스며 나오고 있다. 그것은 조금 남루한 집들의 벽이나 낡은 성당의 그늘에서 발견된 아름다움이며, 내적으로는 쉽사리 음주벽(飮酒癖)이 낫지 않아 몇 번인지 모를 만큼 위트릴로가 더듬었던 을씨년스럽고 병적이며 고독한 길을 상기하게 한다. 왜냐하면 순결은 또한 가장 다치기 쉬운 빛깔이기 때문이다. 베르나르 도리발은 이러한 위트릴로의 시점에서 도스토예프스키의 작품에서 나오는 인물의 그것을 엿보게 한다고 말하였는데, 확실히 그의 백색은 빼어나게 아름다웠다.
위트릴로는 백의 망집(妄執)에서 빠져 나오기가 매우 어려웠다. 여기에는 점경 인물도 거의 볼 수 없고 엄격한 구성과 백의 변화만 이 시정(詩情)을 북돋우고 있었다.